# Thelotrema subtile
Thelotrema subtile är en lavart som beskrevs av Tuck. Thelotrema subtile ingår i släktet Thelotrema och familjen Graphidaceae.   Inga underarter finns listade i Catalogue of Life.